# James H. Duff
James Henderson Duff (ur. 21 stycznia 1883, zm. 20 grudnia 1969) – amerykański prawnik i polityk z Pensylwanii, działacz Partii Republikańskiej. W latach 1947–1951 był gubernatorem tego stanu. W latach 1951–1957 reprezentował Pensylwanię w Senacie Stanów Zjednoczonych.